# 赤松謙
赤松 謙（あかまつ けん、1995年4月27日 - ）は、日本のサッカー選手。ポジションはMF。

## クラブ歴
出身地については千葉県松戸市とするものもあるが、新潟県とするものが多い。
三菱養和にU12からU18まで在籍。
2014年初めに渡米しセレクションを受けると、その場にいた全ての監督からアプローチを受け、デンバー大学のコーチと意気投合した。しかしTOEFLのスコアが足らず、同大学附属の語学学校で一年を過ごした。翌年にデンバー大学に入学し、2018年に卒業。卒業後はコロラド・ラピッズのU-23チームに所属した。
2019年にUSLチャンピオンシップのニューメキシコ・ユナイテッドに加入しプロ選手となった。
2021年にスウェーデン2部のユングスキーレSKに加入。

## 代表歴
2010年にU-16代表のトレーニングキャンプに招集された経験がある。